# Auf gute Freunde
Auf gute Freunde ist ein Lied der deutschen Hard-Rock-Band Böhse Onkelz. Es erschien im Oktober 1996 als Teil ihres elften Studioalbums E.I.N.S.

## Entstehung und Veröffentlichung
Geschrieben wurde das Lied von den beiden Böhse-Onkelz-Mitgliedern Matthias Röhr und Stephan Weidner, wobei die Komposition von beiden Musikern stammt, während Weidner alleine für den Text verantwortlich zeichnete. Weidner war zudem auch Produzent des Stücks.
Die Erstveröffentlichung von Auf gute Freunde erfolgte als Teil von E.I.N.S. am 23. Oktober 1996 bei Virgin Records, dem elften Studioalbum der Böhsen Onkelz (Katalognummer: 7243 842349 2 8).

## Inhalt
Auf gute Freunde handelt von Freundschaft, Liebe und Alkoholkonsum. Dabei werden auch die Vergangenheit der Band und ihre Erfahrungen thematisiert. Ferner wird mit dem Stück ein Schlussstrich unter vergangene Zeiten gezogen und der Blick Richtung Zukunft gewandt. Die Textstelle „Das Gras war grüner“ ist eine Anlehnung an den Song High Hopes („The grass was greener“) von Pink Floyd. Die Zeile „Die Linien schneller“ spielt auf den ehemals teilweise exzessiven Umgang der Bandmitglieder mit Drogen, wie z. B. „Speed“, an. Der Refrain „Ich trinke auf, auf gute Freunde, verlorene Liebe, auf alte Götter und auf neue Ziele“ erinnert an einen Trinkspruch aus dem Comic Sandman – Die Zeit des Nebels: „To absent friends, lost loves, old gods, and the season of mists“.

„Ich trinke auf

Auf gute Freunde, verlorene Liebe

Auf alte Götter und auf neue Ziele

Auf den ganz normalen Wahnsinn

Auf das, was einmal war

Darauf, dass alles endet

Und auf ein neues Jahr“

## Rezeption
Auf gute Freunde gilt als eines der beliebtesten Lieder unter Fans der Böhsen Onkelz und wird von der Band regelmäßig auf Konzerten gespielt. Auf Spotify ist es mit mehr als 78 Millionen Aufrufen (Stand Januar 2024) das mit Abstand meistgehörte Lied der Gruppe.
In Rezensionen zum zugehörigen Album E.I.N.S. wurde Auf gute Freunde als „Evergreen“ und als „Song mit geilen Melodien“ gelobt.

## Kommerzieller Erfolg
Obwohl Auf gute Freunde nie als Single veröffentlicht wurde, erhielt es aufgrund von Downloads und Streaming für mehr als 300.000 Verkäufe in Deutschland im September 2022 eine Platin-Schallplatte. Damit ist es das kommerziell erfolgreichste Lied der Böhsen Onkelz. Am 13. September 2024 konnte es sich erstmals in den deutschen Single-Trend-Charts, einer erweiterten Chartauswertung der Singlecharts, platzieren und erreichte dabei Rang 20.
| Land/Region        | Auszeichnungen für Musikverkäufe (Land/Region, Auszeichnung, Verkäufe) | Verkäufe |
| ------------------ | ---------------------------------------------------------------------- | -------- |
| Deutschland (BVMI) | Platin                                                                 | 300.000  |
| Insgesamt          | 1× Platin ·                                                            | 300.000  |